# Raisin de Corinthe

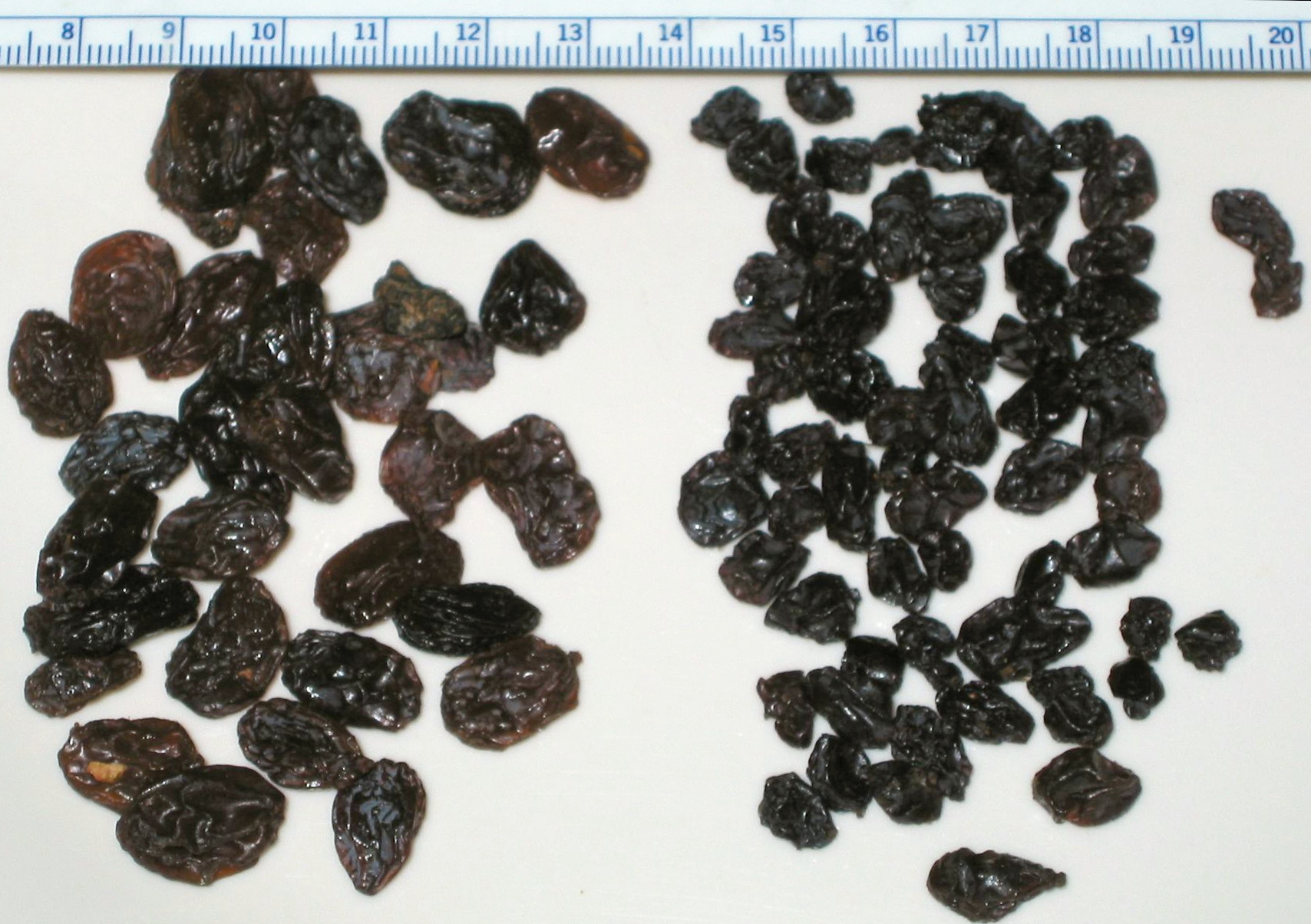
Des raisins secs (à gauche) et des raisins de Corinthe (à droite) avec leur échelle.

Le raisin de Corinthe (Vitis vinifera apyrena) est un raisin sec. Son nom vient de la ville de Corinthe, en Grèce. Il est aussi appelé raisin de Zante, surtout en anglais, du nom d'une île grecque faisant partie des îles Ioniennes, à l'ouest du Péloponnèse, où on en produit.
Les grains de raisin de Corinthe sont petits, presque noirs et ont un goût sucré assez fort.
Cette sorte de raisin est produite en Grèce (surtout dans le Péloponnèse), Afrique du Sud, Australie, Californie et Turquie. Ils ont la particularité de ne pas avoir de pépins.